# Muzo (Ruanda)
Muzo è un settore (imirenge) del Ruanda, parte della Provincia Settentrionale e del distretto di Gakenke.